# Labordia kaalae
Labordia kaalae är en tvåhjärtbladig växtart som beskrevs av Charles Noyes Forbes. Labordia kaalae ingår i släktet Labordia och familjen Loganiaceae. IUCN kategoriserar arten globalt som starkt hotad. Inga underarter finns listade i Catalogue of Life.